# Вилланова-Мондови
Вилланова-Мондови (итал. Villanova Mondovì) — коммуна в Италии, располагается в регионе Пьемонт, в провинции Кунео.
Население составляет 5754 человека (2008 г.), плотность населения составляет 206 чел./км². Занимает площадь 28 км². Почтовый индекс — 12089. Телефонный код — 0174.
Покровительницей коммуны почитается Пресвятая Богородица (Maria Addolorata), празднование 15 сентября.

## Демография
Динамика населения:

## Администрация коммуны
- Официальный сайт: http://www.comune.villanova-mondovi.cn.it/